# 양산 나들목
양산 나들목(Yangsan IC)은 경상남도 양산시 상북면 소토리에 설치된 경부고속도로의 4번 교차로이다. 기존에는 양산 분기점과 가까운 신기동 양산삼성병원 인근에 위치하고 있었으나 경부고속도로 언양-양산간 확장에 따라 북쪽으로 이설되어 입체 교차로 형태로 변경되었다. 나들목 진출입로는 양산시 산막동과 접하고 있다. 국도 제35호선을 통해 양산시내로 진출할 수 있으며, 인근에 에덴벨리스키장과 롯데웰푸드 양산공장이 있다.

## 연혁
- 1969년 12월 29일 : 경부고속도로 대구 ~ 부산 구간 개통에 따라 영업 개시[1]
- 2001년 3월 16일 : 2005년까지 언양 ~ 부산 구간 왕복 6차로 확장 공사와 함께 나들목 신설을 위해 양산시 상북면 소토리에 상북도시계획시설 교통광장 고시[2]

## 구조물 정보
- 위치: 경상남도 양산시 상북면 소토리
- 영업소: 경상남도 양산시 상북면 와곡2길 12-1

## 접속하는 도로
- 국도 제35호선 (양산대로)

## 교통량 정보
| 요금소        | 통행량 (대/일) | 통행량 (대/일) | 통행량 (대/일) | 통행량 (대/일) | 통행량 (대/일) | 통행량 (대/일) | 통행량 (대/일) | 통행량 (대/일) | 통행량 (대/일) | 통행량 (대/일) | 각주  |
| 요금소        | 2001년         | 2002년         | 2003년         | 2004년         | 2005년         | 2006년         | 2007년         | 2008년         | 2009년         | 2010년         | 각주  |
| ------------- | -------------- | -------------- | -------------- | -------------- | -------------- | -------------- | -------------- | -------------- | -------------- | -------------- | ----- |
| 양산 (폐쇄식) | 14,635         | 15,215         | 15,315         | 14,971         | 15,437         | 15,175         | 15,784         | 15,218         | 15,398         | 15,896         | [ 3 ] |
| 요금소        | 2011년         | 2012년         | 2013년         | 2014년         | 2015년         | 2016년         | 2017년         | 2018년         | 2019년         |                | [ 3 ] |
| 양산 (폐쇄식) | 15,821         | 15,809         | 16,146         | 15,793         | 16,325         | 16,676         | 17,191         | 17,452         | 17,716         |                | [ 3 ] |

## 같이 보기
- 구 나들목 위치: 북위 35° 21′ 12.93″ 동경 129° 2′ 41.86″ / 북위 35.3535917°  동경 129.0449611°